# ジョナサン・グールド
ジョナサン・グールド（Jonathan Alan Gould、1968年7月18日 - ）は、スコットランドの元サッカー選手。元スコットランド代表。ポジションはゴールキーパー。

## 来歴
スコットランド代表出場経験は無かったが、1998 FIFAワールドカップのメンバーに選出された。1999年に代表デビュー、2000年までに2試合に出場した。

## 代表歴

### 出場大会
- スコットランド代表
  - 1998 FIFAワールドカップ

### 試合数
- 国際Aマッチ 2試合 0得点（1999年-2000年）[1]

| スコットランド代表 | 国際Aマッチ | 国際Aマッチ |
| 年                 | 出場        | 得点        |
| ------------------ | ----------- | ----------- |
| 1999               | 1           | 0           |
| 2000               | 1           | 0           |
| 通算               | 2           | 0           |